# Aston, Ariège

Aston este o comună în departamentul Ariège din sudul Franței. În 1 ianuarie 2022 avea o populație de 193 de locuitori.